# 洞孔頭鯛
扁鼻孔头鲷（学名：Melamphaes simus），又名洞孔頭鲷，为孔头鲷科孔头鲷屬的鱼类。分布于太平洋、印度洋及大西洋等远洋深海以及南海中沙与南沙群岛间等。

## 扩展阅读
維基物種上的相關：扁鼻孔头鲷